# ستيف كوكس (لاعب كرة قدم أمريكية)
ستيف كوكس (بالإنجليزية: Steve Cox)‏ هو لاعب كرة قدم أمريكية أمريكي، ولد في 11 مايو 1958 في شريفبورت في الولايات المتحدة.

## وصلات خارجية
- ستيف كوكس على موقع مرجع كرة القدم المحترفة.كوم (الإنجليزية)